# Сен Никола (крепост)
 Тази статия е за френската крепост.  За други значения вижте Сен Никола.  
Сен Никола (на френски: Fort Saint-Nicolas) е крепост в Марсилия, Франция.
Крепостта е построена през 1660 г. по нареждане на френския крал Луи XIV. Тя, както и другата крепост Сен Жан са служили освен за защита на Марсилия от външни нападения, така и за контролиране на самия град от вътрешни бунтове.